# Jerzy Miller (działacz społeczny)
Jerzy Kazimierz Miller (ur. 10 lipca 1932 w Świnnej, zm. 19 listopada 2007 w Koszalinie) – polski działacz społeczny i polityczny, historyk, sybirak.

## Życiorys
Urodził się w rodzinie inteligenckiej. Ojciec Janusz był urzędnikiem państwowym, matka Aniela, z domu Mrowiec – nauczycielką w szkole podstawowej.
Do czerwca 1941 wraz z rodzicami i czwórką rodzeństwa mieszkał w Narewce w województwie białostockim, skąd 18 czerwca 1941, wskutek prześladowań inteligencji polskiej przez NKWD – wraz z rodziną był deportowany w głąb Związku Radzieckiego. Początkowo osadzony w łagrze nad rzeką Narym, następnie po nawiązaniu stosunków dyplomatycznych przez rząd gen. Sikorskiego ze Związkiem Radzieckim – wysiedlony w rejon Nowosybirska, aby w końcu osiedlić się w miejscowości Kosicha w Kraju Ałtajskim.
W maju 1946 powrócił do Polski i zamieszkał w Wałczu, gdzie ukończył szkołę podstawową i średnią. Następnie przeprowadził się do Koszalina. Ukończył studia wyższe, uzyskał stopień doktora nauk humanistycznych w zakresie historii.
Od 1946 działał w organizacjach młodzieżowych, głównie w harcerstwie – kolejno jako członek, zastępowy, drużynowy, przyboczny hufca – komendant powiatowy ZHP w Koszalinie. Był kierownikiem Wydziału Harcersko-Szkolnego Zarządu Wojewódzkiego ZMP w Koszalinie. Od 30 sierpnia do 18 grudnia 1956 pełnił funkcję komendanta wojewódzkiego Organizacji Harcerskiej Polski Ludowej. Od 18 grudnia 1956 do 30 września 1962 roku był komendantem Chorągwi Koszalińskiej ZHP. Od 1 lipca 1958 był harcmistrzem. Od 1965 był harcmistrzem PL. Jednocześnie był wiceprzewodniczącym Zarządu Wojewódzkiego ZMP w Koszalinie.
Z kolei przeszedł do pracy w aparacie partyjnym. Był kierownikiem Wydziału Propagandy Komitetu Wojewódzkiego PZPR w Koszalinie, następnie I sekretarzem Komitetu Miejskiego i Powiatowego PZPR w Koszalinie.
W latach 1972–1980 był pracownikiem Ministerstwa Spraw Zagranicznych.
Następnie powrócił do pracy w aparacie partyjnym. Był m.in. sekretarzem Komitetu Wojewódzkiego PZPR w Koszalinie. Był aktywistą PRON.
Od 1990 roku był współorganizatorem Związku Sybiraków w Koszalinie. Od października 1993 był prezesem Zarządu Oddziału Związku Sybiraków w Koszalinie. Od 1994 był członkiem Zarządu Głównego Związku Sybiraków. Jednocześnie pełnił funkcję przewodniczącego Miejsko-Powiatowej Rady Kombatantów i Osób Represjonowanych w Koszalinie.
W grudniu 2006 zrezygnował z funkcji prezesa Zarządu Oddziału Związku Sybiraków.
Był autorem licznych opracowań o organizacjach młodzieżowych w regionie, m.in. „Harcerstwo koszalińskie 1954-1964”, wyd. Koszalin 1970, „Związek Walki Młodych na Ziemi Koszalińskiej”, wyd. Koszalin 1973.
Za pracę zawodową i działalność społeczną został uhonorowany licznymi odznaczeniami, m.in. Krzyżem Komandorskim Orderu Odrodzenia Polski.
Zmarł po ciężkiej chorobie 19 listopada 2007 w Koszalinie. Został pochowany na Cmentarzu Komunalnym w Koszalinie, kwatera R-23, rząd 3, grób 45.

## Odznaczenia
- Krzyż Komandorski Orderu Odrodzenia Polski
- Krzyż Zesłańców Sybiru
- Złoty Medal „Opiekun Miejsc Pamięci Narodowej”
- Złoty Medal „Za Zasługi dla Obronności Kraju”
- Odznaka Honorowa Sybiraka